# Geschiedenis van Gulik

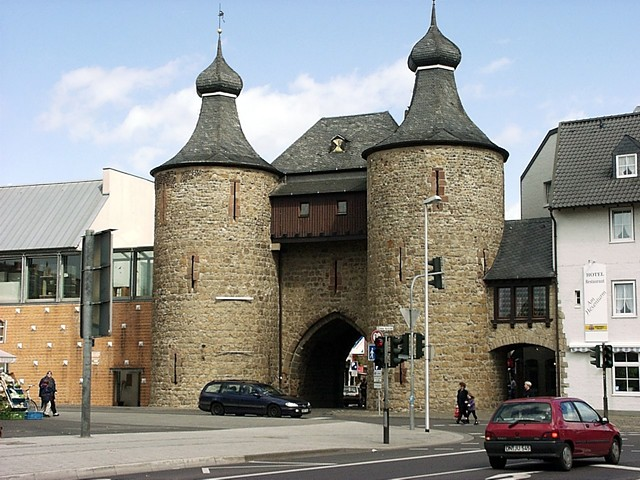
Heksentoren

De geschiedenis van Gulik, nu de Duitse stad Jülich, gaat terug tot de Romeinen, die aan de rivier de Roer de nederzetting Juliacum stichtten. Later vestigden de Franken zich er en werd Gulik de hoofdplaats van een gouw, de Gulikgouw. Rond 900 werden het ambt en de titel van graaf erfelijk, nog later werd het een hertogdom. 

## Graafschap, later hertogdom Gulik
- Zie  graafschap Gulik en ook hertogdom Gulik.

De stad Gulik raakte betrokken in allerlei conflicten en werd ettelijke keren verwoest, een eerste keer door de keizer in 1114, later nog in 1239 en 1278 door de aartsbisschoppen, van Keulen. 

## Nieuwe tijd

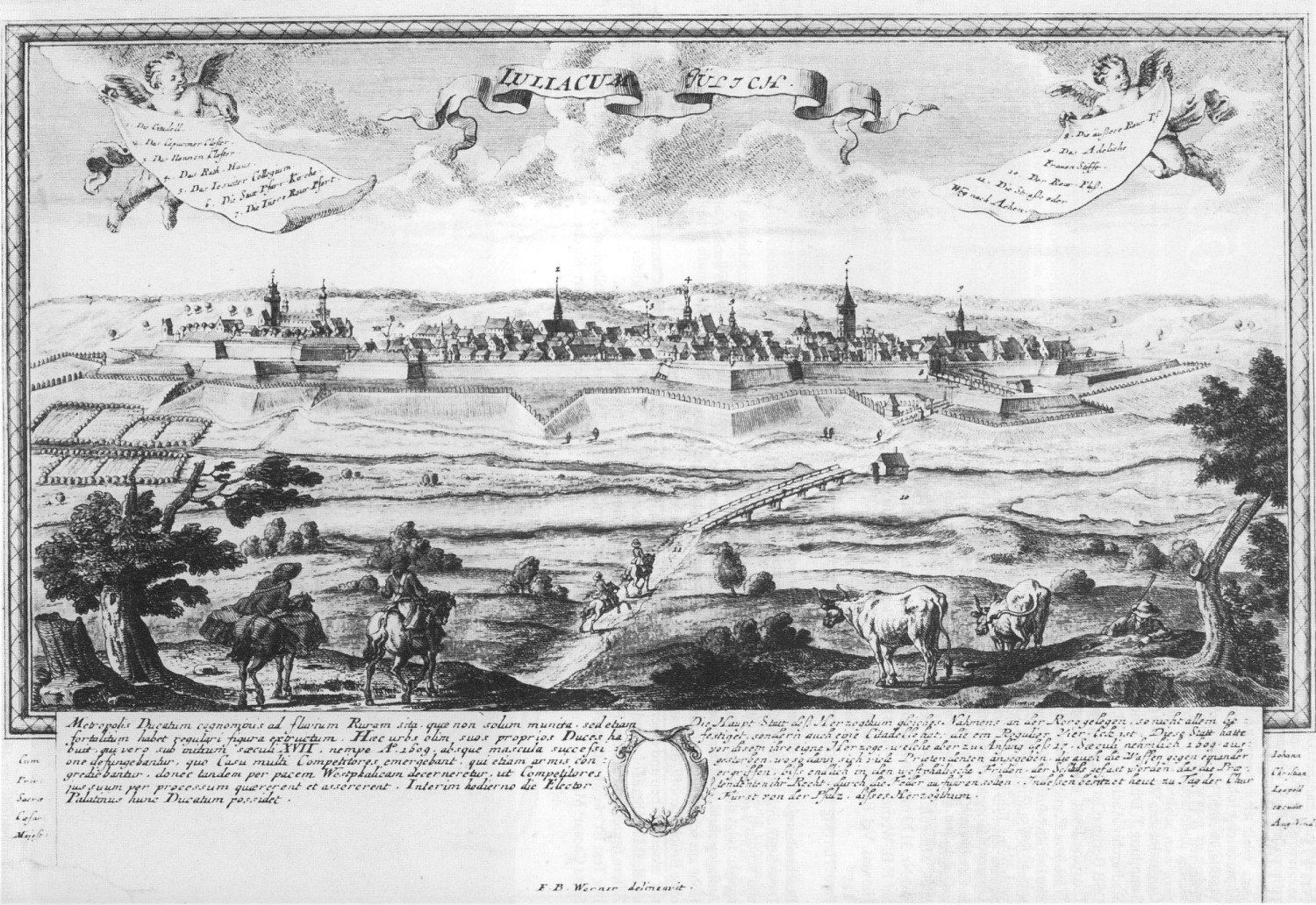
Gulik omstreeks 1750

In mei 1547 vernielde een grote brand bijna de hele stad op een klein deel rond de Heksentoren na. De stad werd volgens een volledig nieuw plan heropgebouwd, en werd een vesting- en garnizoensstad. De nieuwe functie als een hertogelijk verblijf duurde niet lang. De regerende familie verbleef meestal in Düsseldorf en gebruikte het koninklijk paleis in de stijl van de Italiaanse Hoogrenaissance nauwelijks. Een van de redenen hiervoor waren de aanhoudende oorlog in de Republiek der Zeven Verenigde Nederlanden, waar de oorlog tegen de Spanjaarden woedde en als gevolg daarvan de veiligheidstoestand in het hertogdom Gulik altijd gespannen was. 
Er kwam voorgoed een einde aan de bevoorrechte stand van de stad met het uitsterven van de regerende familie in 1609; de laatste hertog Johan Willem I was kinderloos overleden en de erfgenamen streden om de rijke landerijen. Vooral de Wittelsbachse Keurvorsten van Palts en Brandenburg hebben aanspraken gemaakt, terwijl keizer Rudolf II zich beriep op het standpunt, dat de hertogdommen met het uitsterven der hertogen terugvielen aan het Rijk. Keizerlijke troepen bezetten Gulik en het kwam tot een oorlog; in 1610 belegerden en veroverde Maurits van Oranje met het Staatse leger, versterkt door Brandenburgse, Paltse, Engelse en Franse troepen de stad na een belegering van vijfendertig dagen. De Staatsen vestigden zich in de stad en herbouwden de vestingwerken; een verdelingsplan tussen de Palts en Brandenburg liet Gulik in Paltse handen vallen. 
In het kielzog van de Dertigjarige Oorlog en de Tachtigjarige Oorlog in de Lage Landen met de Spanjaarden belegerde en veroverde Hendrik van den Bergh met het Spaans leger van Ambrogio Spinola in 1621 en 1622 de stad na een belegering van vijf maanden. Naar verluidt hebben de Spanjaarden een schrikbewind gevoerd en waren ongeliefd onder de burgers. De Spanjaarden bleven tot 1660, toen de stad terugviel aan de Palts.
Op 3 oktober 1794 namen de Fransen Gulik in na de tweede slag bij Aldenhoven. Onder de Franse bezetting maakte Gulik deel uit van het Roerdepartement.

## Moderne geschiedenis
In november 1944 werd de stad door geallieerden zwaar gebombardeerd. De stad bleef 155 dagen in de vuurlinie en bij de inname door de Amerikanen op 23 februari 1945 was zij volledig verwoest. 98% van de huizen was vernield en daarmee was Jülich een van de ergst getroffen steden van de Tweede Wereldoorlog.